# 게오르크 시투메
게오르크 시투메(독일어: Georg Stumme, 1886년 7월 29일 ~ 1942년 10월 24일)는 제1차 세계 대전과 제2차 세계 대전에 참전한 독일 군인이다.